# Charles M. La Follette

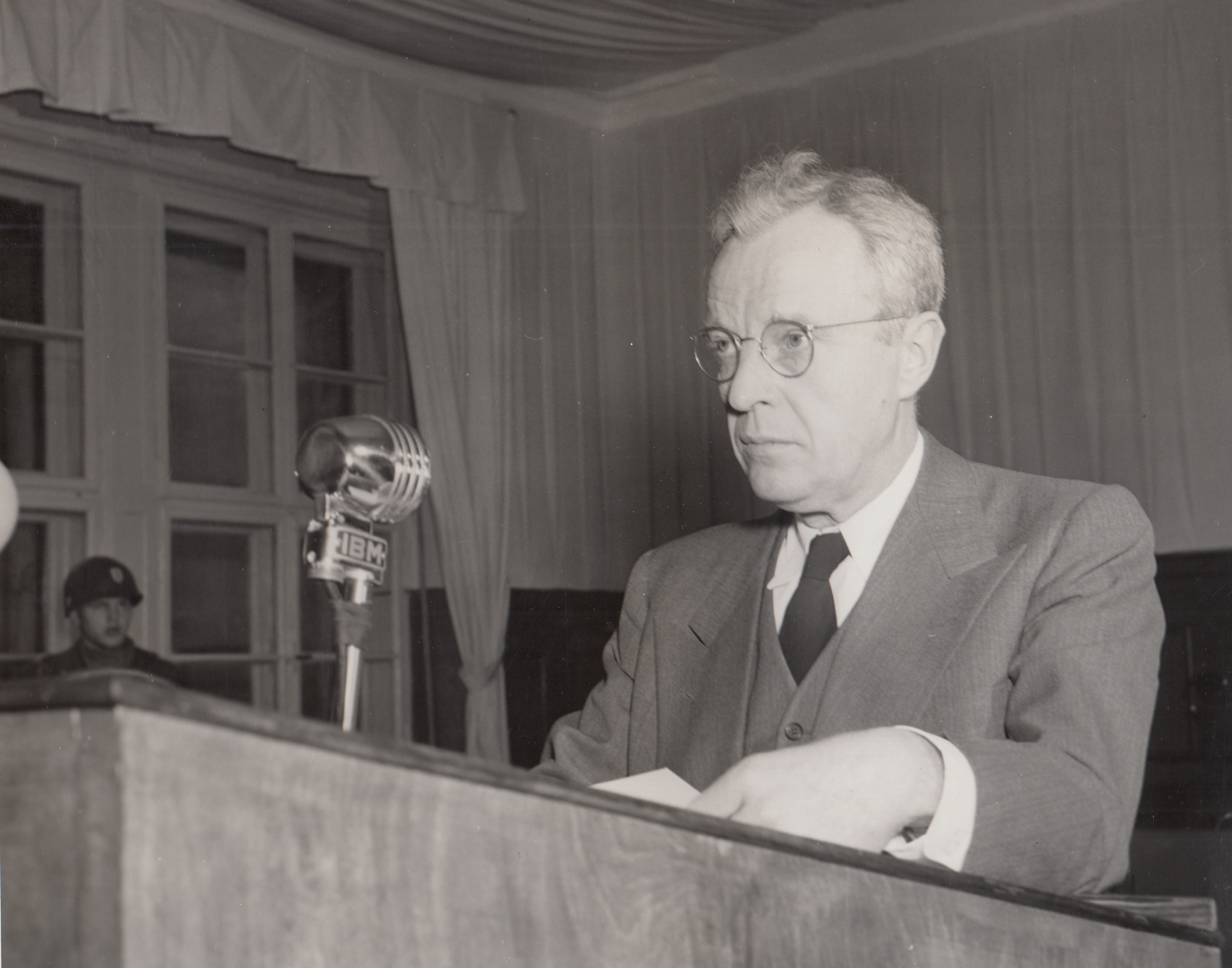
Charles Marion La Follette im Nürnberger Juristenprozess.

Charles Marion La Follette (* 27. Februar 1898 in New Albany, Floyd County, Indiana; † 27. Juni 1974 in Trenton, New Jersey) war ein US-amerikanischer Politiker. Zwischen 1943 und 1947 vertrat er den Bundesstaat Indiana im US-Repräsentantenhaus.

## Werdegang
Charles La Follette war der Urenkel des Kongressabgeordneten William Heilman (1824–1890) und ein Cousin dritten Grades von US-Senator Robert La Follette (1895–1953) sowie von Philip La Follette (1897–1965), der zwei Mal Gouverneur von Wisconsin war. Im Jahr 1901 kam er mit seinen Eltern nach Evansville, wo er später die öffentlichen Schulen besuchte. Im September 1916 begann er ein Studium am Wabash College in Crawfordville, das er aber unterbrach, um zwischen 1917 und 1919 als Soldat der US Army am Ersten Weltkrieg teilzunehmen. Während dieser Zeit war er vier Monate lang im Fronteinsatz. Nach dem Krieg setzte La Follette bis 1921 seine Ausbildung am Wabash College fort. Nach einem anschließenden Jurastudium an verschiedenen Universitäten und seiner im Jahr 1925 erfolgten Zulassung als Rechtsanwalt begann er in Evansville in diesem Beruf zu arbeiten. Gleichzeitig schlug er als Mitglied der Republikanischen Partei eine politische Laufbahn ein.
Zwischen 1927 und 1929 saß La Follette als Abgeordneter im Repräsentantenhaus von Indiana. Bei den Kongresswahlen des Jahres 1942 wurde er im achten Wahlbezirk von Indiana in das US-Repräsentantenhaus in Washington, D.C. gewählt, wo er am 3. Januar 1943 die Nachfolge von John W. Boehne antrat. Nach einer Wiederwahl konnte er bis zum 3. Januar 1947 zwei Legislaturperioden im Kongress absolvieren. Diese waren von den Ereignissen des Zweiten Weltkrieges und dessen unmittelbaren Folgen bestimmt.
Im Jahr 1946 verzichtete Charles La Follette auf eine erneute Kandidatur für das US-Repräsentantenhaus. Stattdessen strebte er erfolglos die Nominierung seiner Partei für die Wahlen zum US-Senat an. Im Jahr 1947 vertrat er die Anklage im Nürnberger Juristenprozess für den Chefankläger Telford Taylor. Danach war er zwischen 1947 und 1949 Militärgouverneur für die amerikanische Besatzungszone in Württemberg-Baden. Von 1950 bis 1951 gehörte La Follette dem ersten Ausschuss für unamerikanische Umtriebe (Subversive Activities Control Board) an. Danach zog er sich aus der Politik zurück. Er starb am 27. Juni 1974 in Trenton.